# Парнелл (Міссурі)
Парнелл (англ. Parnell) — місто (англ. city) в США, в окрузі Нодавей штату Міссурі. Населення — 135 осіб (2020).

## Географія
Парнелл розташований за координатами 40°26′19″ пн. ш. 94°37′19″ зх. д. / 40.43861° пн. ш. 94.62194° зх. д. (40.438587, -94.621808).  За даними Бюро перепису населення США в 2010 році місто мало площу 0,75 км², уся площа — суходіл.

## Демографія
Згідно з переписом 2010 року, у місті мешкала 191 особа в 90 домогосподарствах у складі 49 родин. Густота населення становила 256 осіб/км².  Було 127 помешкань (170/км²).
Расовий склад населення:
| - 99,5 % — білих - 0,5 % — азіатів |

До двох чи більше рас належало 0,0 %. Частка іспаномовних становила 0,0 % від усіх жителів.
За віковим діапазоном населення розподілялося таким чином: 28,8 % — особи молодші 18 років, 55,5 % — особи у віці 18—64 років, 15,7 % — особи у віці 65 років та старші. Медіана віку мешканця становила 32,8 року. На 100 осіб жіночої статі у місті припадало 114,6 чоловіків;  на 100 жінок у віці від 18 років та старших — 88,9 чоловіків також старших 18 років.
За межею бідності перебувало 20,4 % осіб, у тому числі 18,6 % дітей у віці до 18 років та 11,1 % осіб у віці 65 років та старших.
Цивільне працевлаштоване населення становило 56 осіб. Основні галузі зайнятості: виробництво — 44,6 %, освіта, охорона здоров'я та соціальна допомога — 17,9 %, роздрібна торгівля — 14,3 %.